# 31398 Lukedaly
31398 Lukedaly è un asteroide della fascia principale. Scoperto nel 1998, presenta un'orbita caratterizzata da un semiasse maggiore pari a 2,430684 UA e da un'eccentricità di 0,256453, inclinata di 11,748033° rispetto all'eclittica. Ha un diametro di 3,518 km.